# Muzeum křesťanského umění (Goa)
Muzeum křesťanského umění je muzeum portugalského koloniálního umění, umístěné v  barokních budovách bývalého kostela a konventu římskokatolického kláštera augustiniánek svaté Moniky ve městě Velha Goa, v západoindickém spolkovém státě Goa. Leží na levém (jižním) břehu řeky Mandovi. Je to pravděpodobně první muzeum křesťanského umění v Indii.  

## Historie
Muzeum vznikalo postupně z liturgických a votivních předmětů portugalských misionářů, indických kněží i ze sbírek rodin zdejších kolonistů. Zprvu to byly pomůcky a památky přivezené ze zámoří, a později již umělecky ztvárněné v dílnách indických koloniálních umělců a uměleckých řemeslníků, dále z chrámových a klášterních pokladů od konce 16. století až do druhé poloviny 20. století. Poprvé bylo muzeum v tomto souboru exponátů  zpřístupněno veřejnosti roku 1994, podruhé po průzkumu a restaurování předmětů a po rekonstrukci budov dne 25. května roku 2022.

## Architektura a vybavení chrámu
Architektura raně barokního kostela i kláštera svaté Moniky je sama o sobě cenným exponátem. Dochovala se včetně kamenických detailů, jako jsou plasticky tesané štíty portálů (jeden se sochami svatých Petra a Pavla má dedikaci s letopočty založení 1604 a 1639), nápisové a znakové náhrobní desky v podlaze, kropenky a další.
Oltáře klášterního kostela se vyznačují především barokními dřevořezbami. Hlavní oltář je tříetážový, vrcholí sousoším kalvárie mezi apoštoly Petrem a Pavlem a pod ním jsou 3 sochy patronů a 3 sochy patronek řádu augustiniánů. K nejstarším a nejvýznamnějším exponátům patří oltářní obraz svatého Viléma Akvitánského († 1036), francouzského rytíře, benediktinského mnicha a poustevníka.

## Sbírky

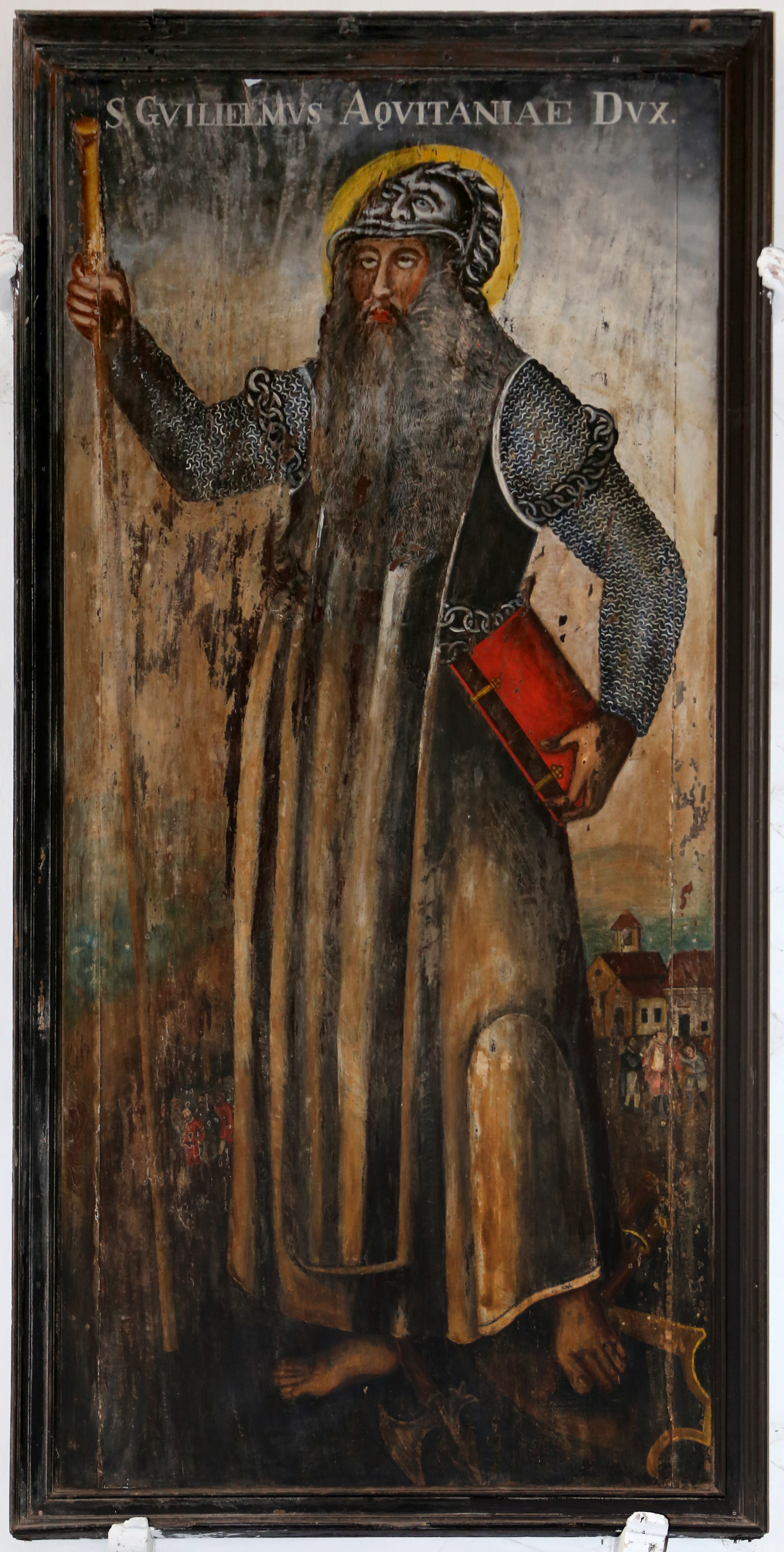
Obraz sv. Viléma Akvitánského

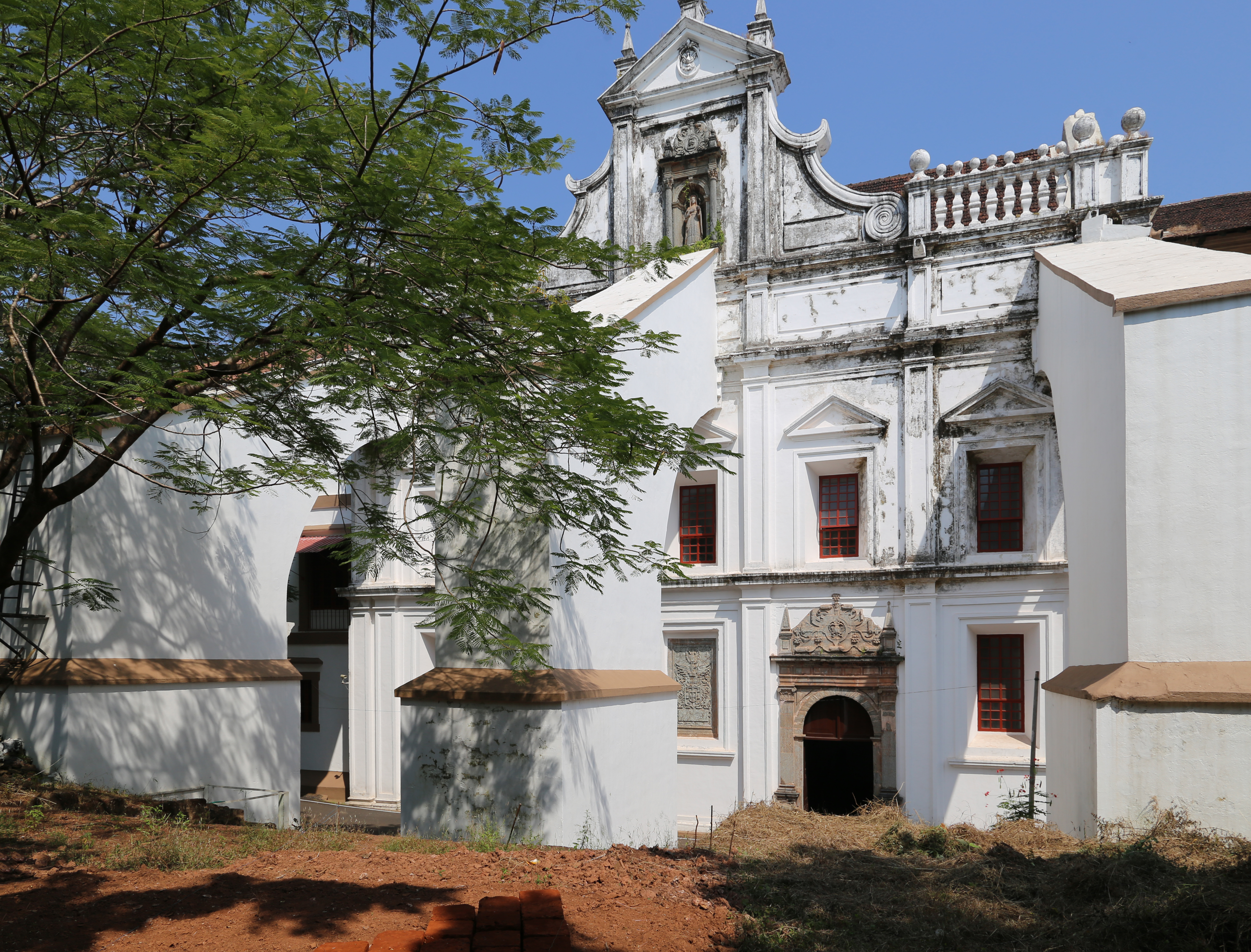
Klášter sv. Moniky

Ve sbírkách jsou shromážděny památky mnoha kostelů, klášterů, osobní devocionálie i šperky kněží a věřících z území západní Indie, z několika období od konce 16. století až do poloviny století dvacátého. Převažují předměty určené k římskokatolické liturgii nebo devoci, ale nechybí ani památky ortodoxního kultu. Významné jsou slohové a stylové rysy většiny exponátů. Menší skupina předmětů je evropským či jiným importem, protože si je s sebou přiváželi kněží nebo kolonisté z domova (například pektorální kříže nebo modlitební knížky). Další předměty patřily k velkosériovému zboží z portugalských kolonií v jižní Africe (například sloní kel s řezaným chrámem, emblémy a ornamenty). Většina artefaktů vznikla v indických dílnách státu Goa a tradičně byla označována jako portugalské koloniální baroko. K nejstarším památkám z muzejní sbírky a zároveň unikátům tohoto období patří stříbrná relikviářová skříňka na ostatky svatého Františka Xaverského: ve stylizaci jejího tepaného dekoru byly shledány i vlivy mughalského období. Vliv na indické tvůrce měly však také památky z místních chrámů budhistických nebo hinduistických, jak připomíná slonovinová plastika hinduistické bohyně prabhavali, ztotožňovaná s Pannou Marií Další inspiraci představoval místní oděv: sošky Panny Marie a světic jsou oblékány do sárí. Jiným insporačním zdrojem bylo umění a předměty domácího vybavení anglických kolonistů Indie, označované jako viktoriánská móda podle éry královny Viktorie
V expozici jsou zastoupeny tyto obory umění: 
- malířství: oltářní obrazy na původních místech v kostele i v muzejní instalaci
- sochařství: sochy ukřižovaného Krista, Panny Marie a svatých na oltářích i v muzeu
- miniaturní a drobná plastika (dřevořezby a slonovina)
- zlatnictví: liturgické předměty: preciosa, relikviáře, osobní šperky
- chrámové vybavení kamenné a kovové: lampy, kadidelnice, kropenky, svícny, aj.
- textil: paramenta, vexilla (prapory s vyšitou postavou světce nošené v procesí)
- knihy: modlitební knížky, mešní knihy, životopisy světců
- devoční grafika
- cestovní souprava: kufr se skládacím oltářem se dvěma svícny a soupravou liturgického nářadí.

## Galerie

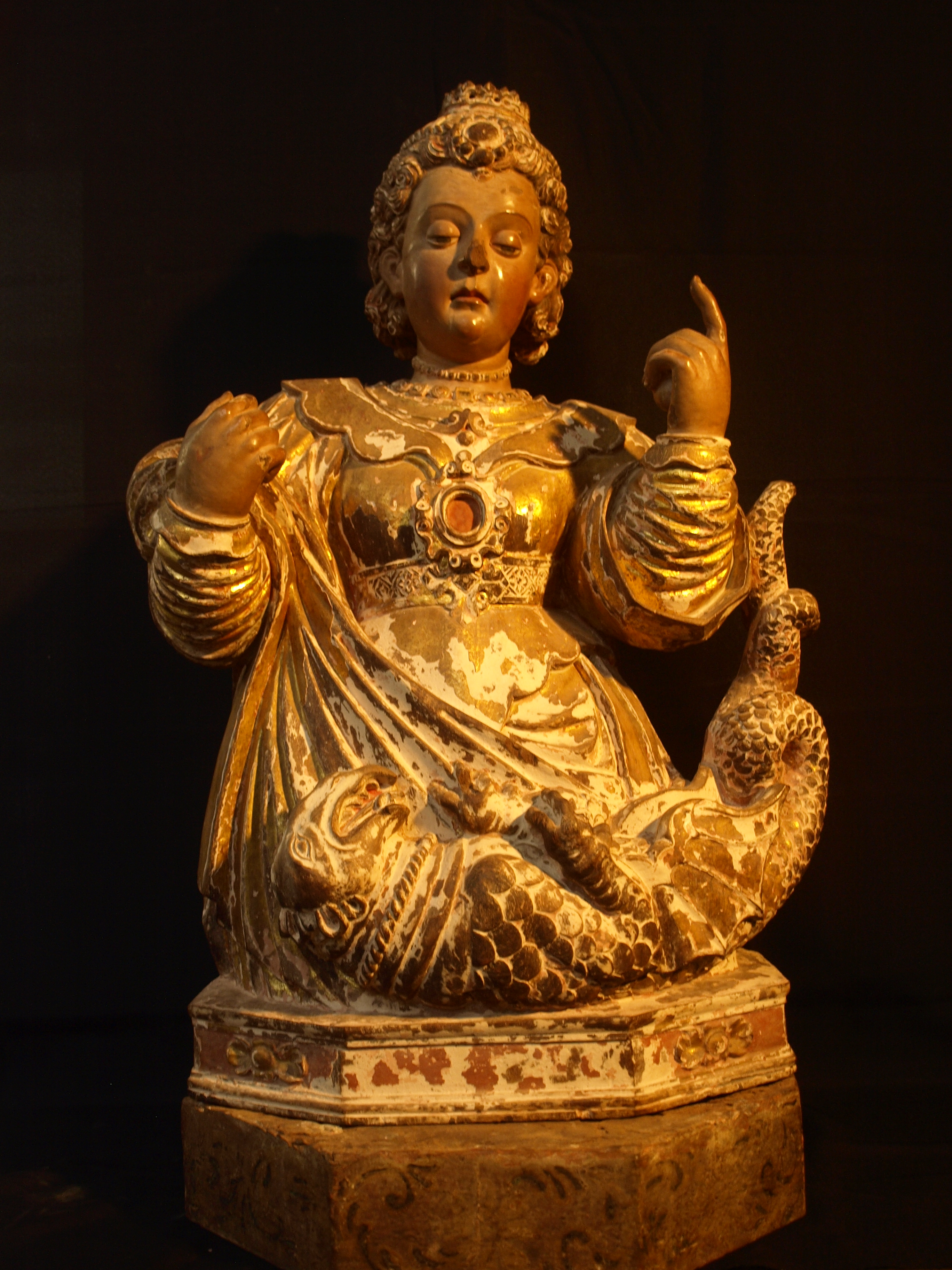
Sv. Markéta s drakem
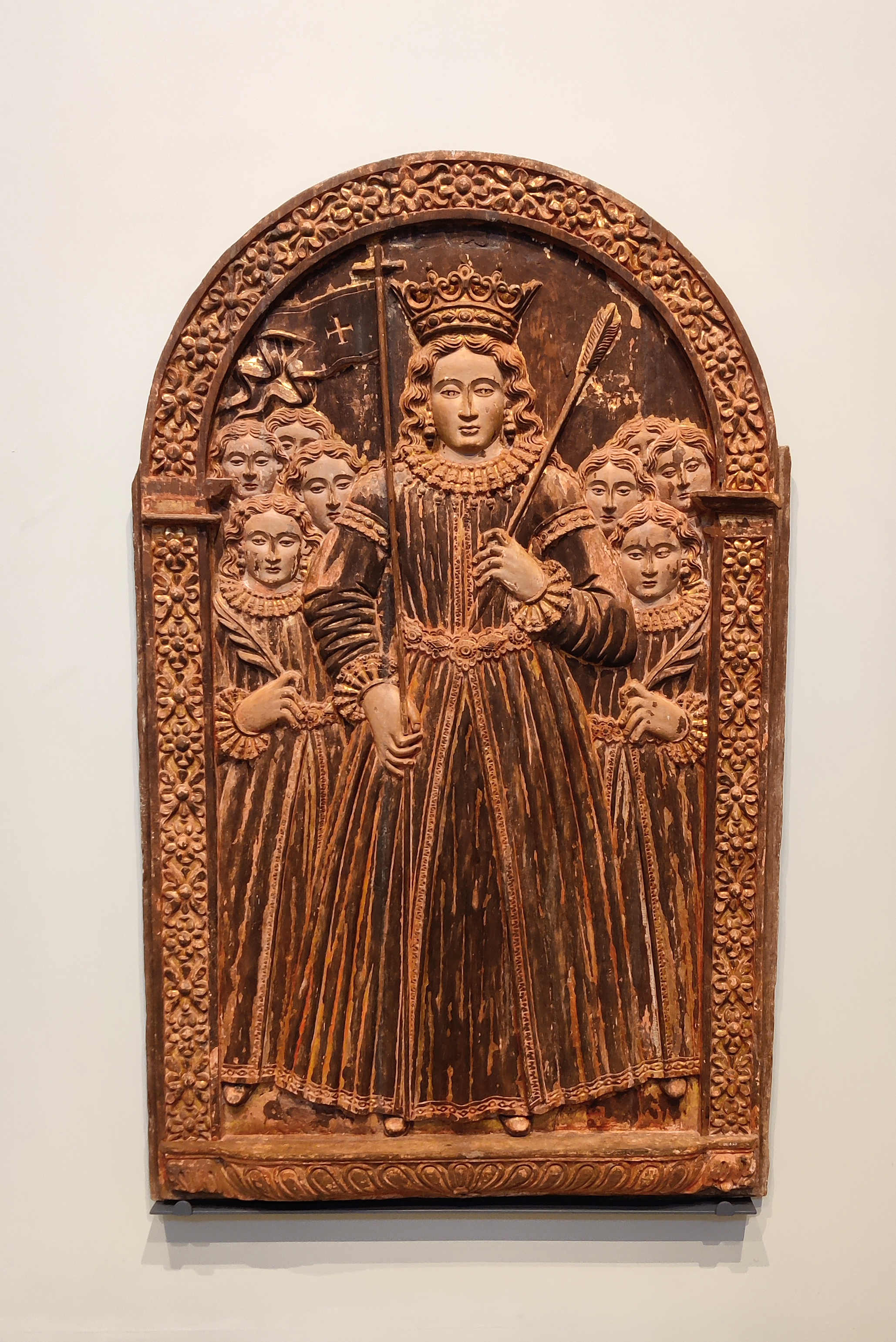
Sv. Voršila s 11 družkami
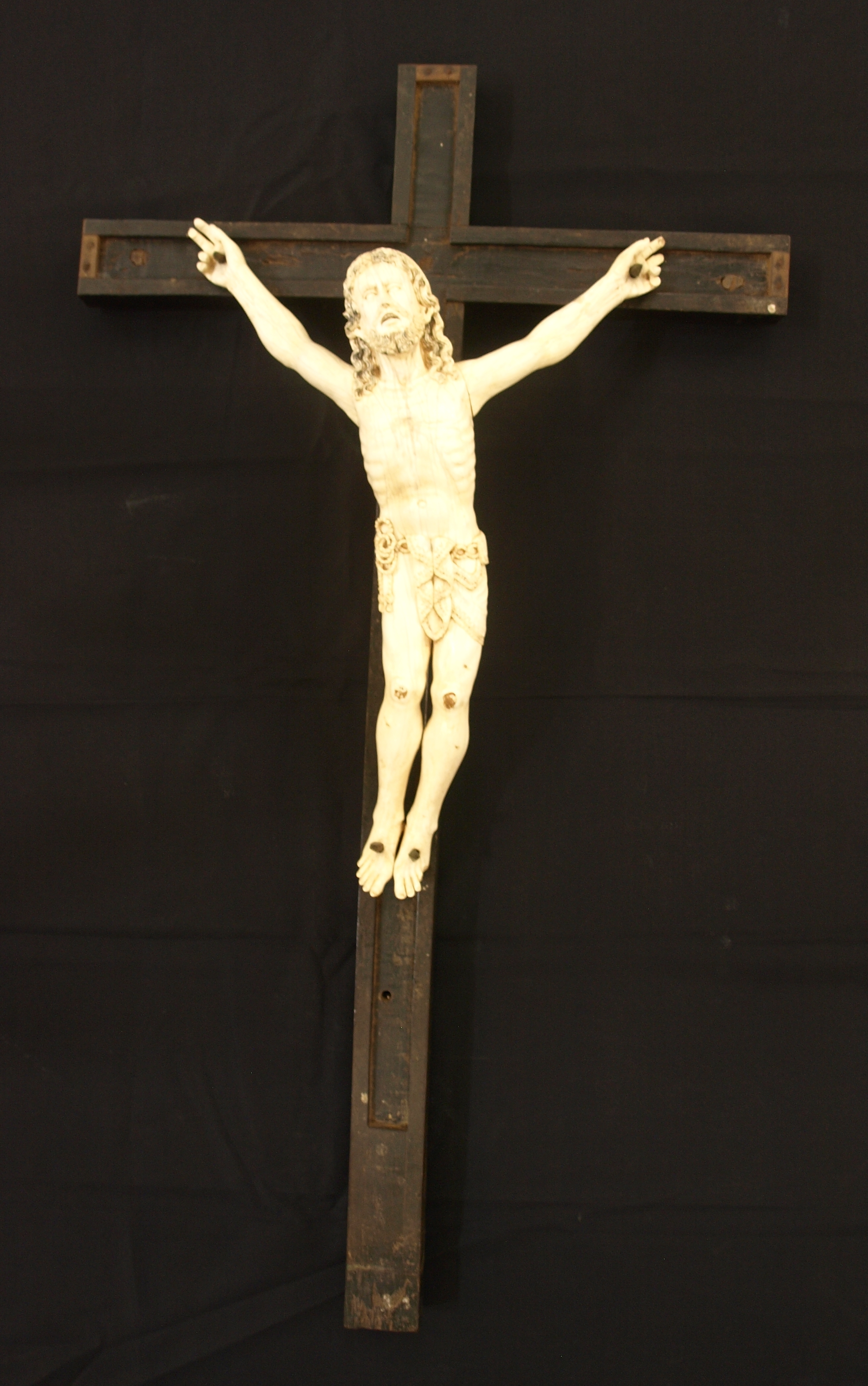
Krucifix
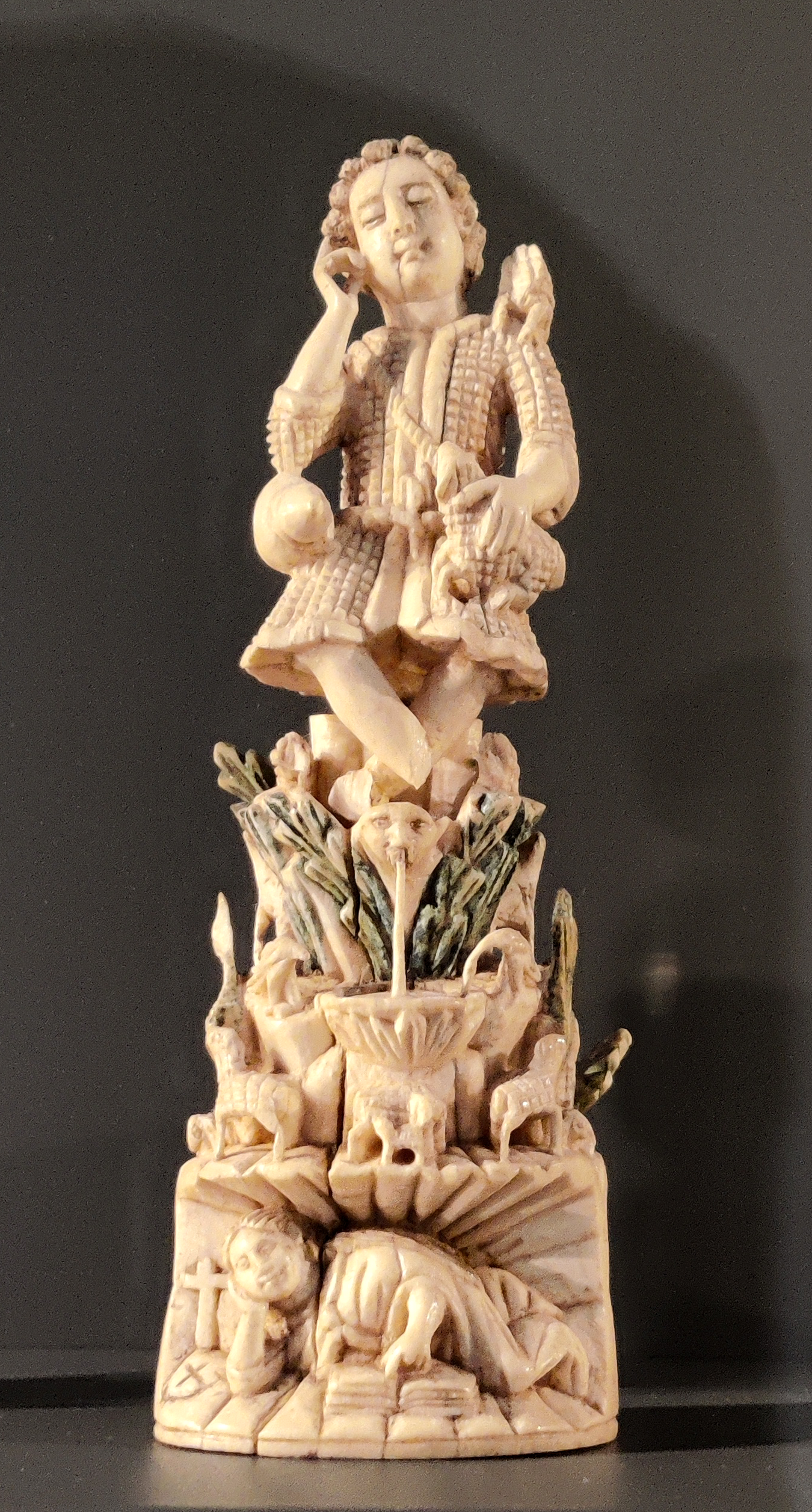
Ježíš Dobrý pastýř
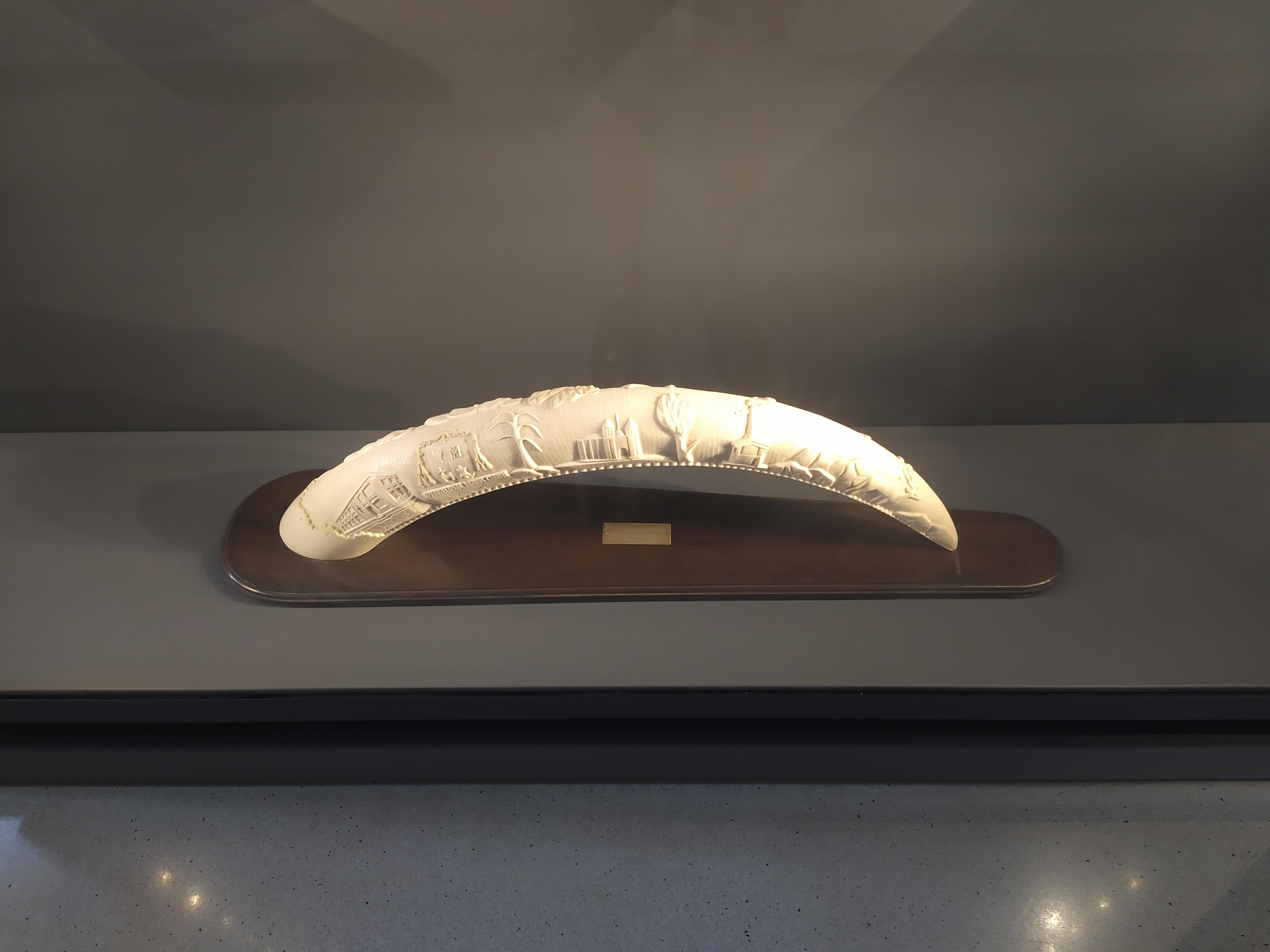
Řezba na sloním klu
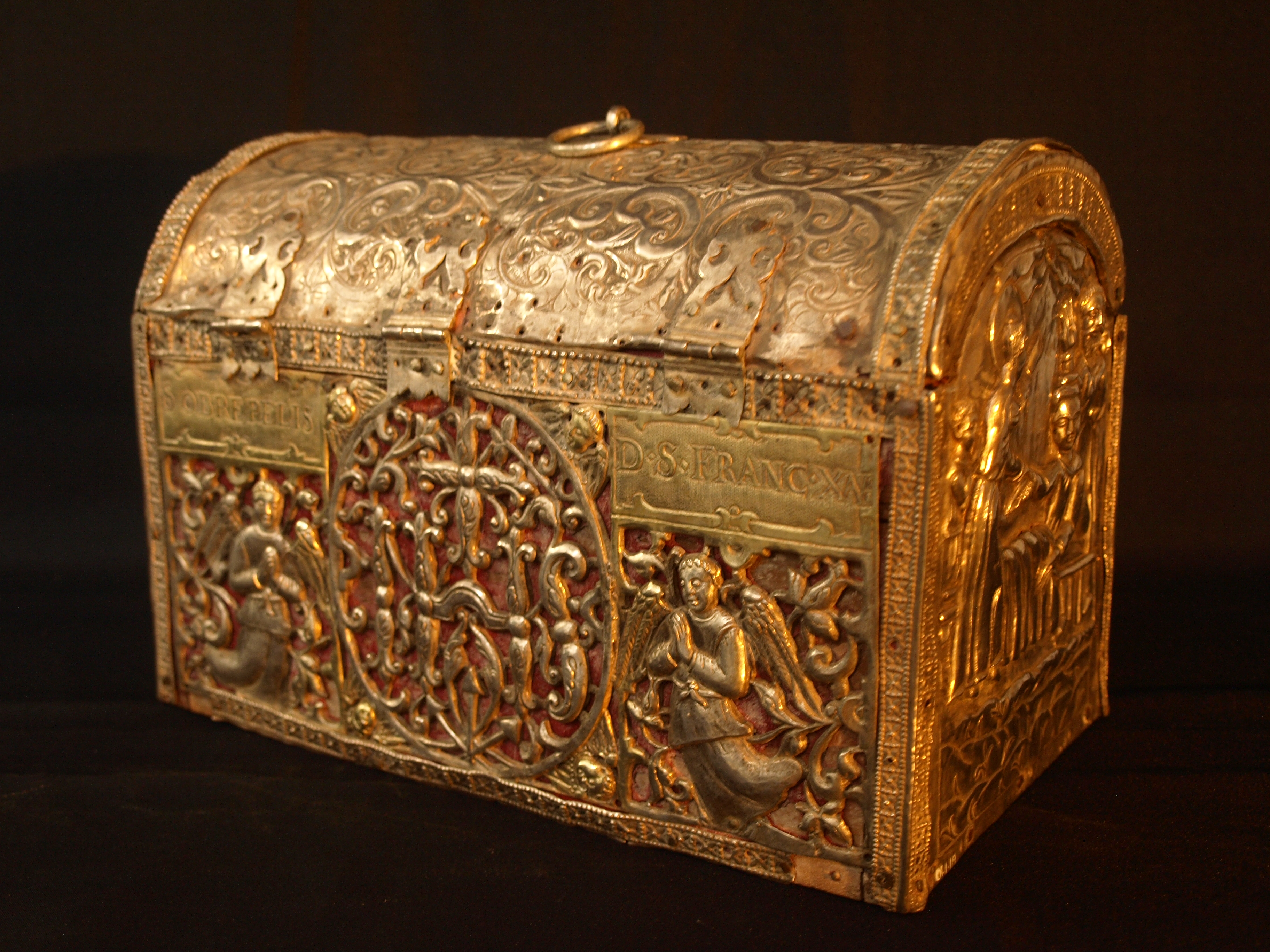
Relikviář sv. Františka Xaverského
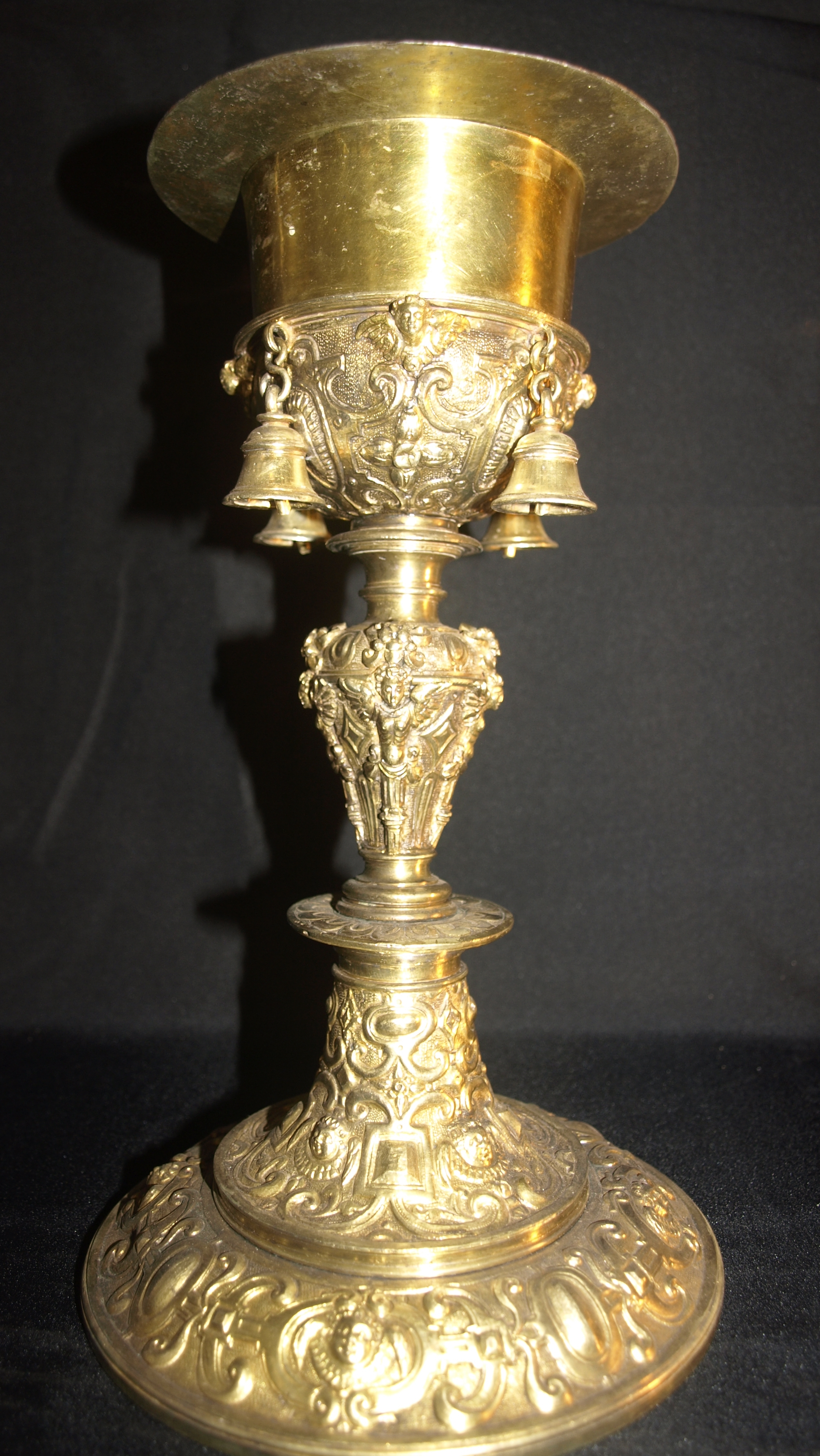
Kalich s paténou
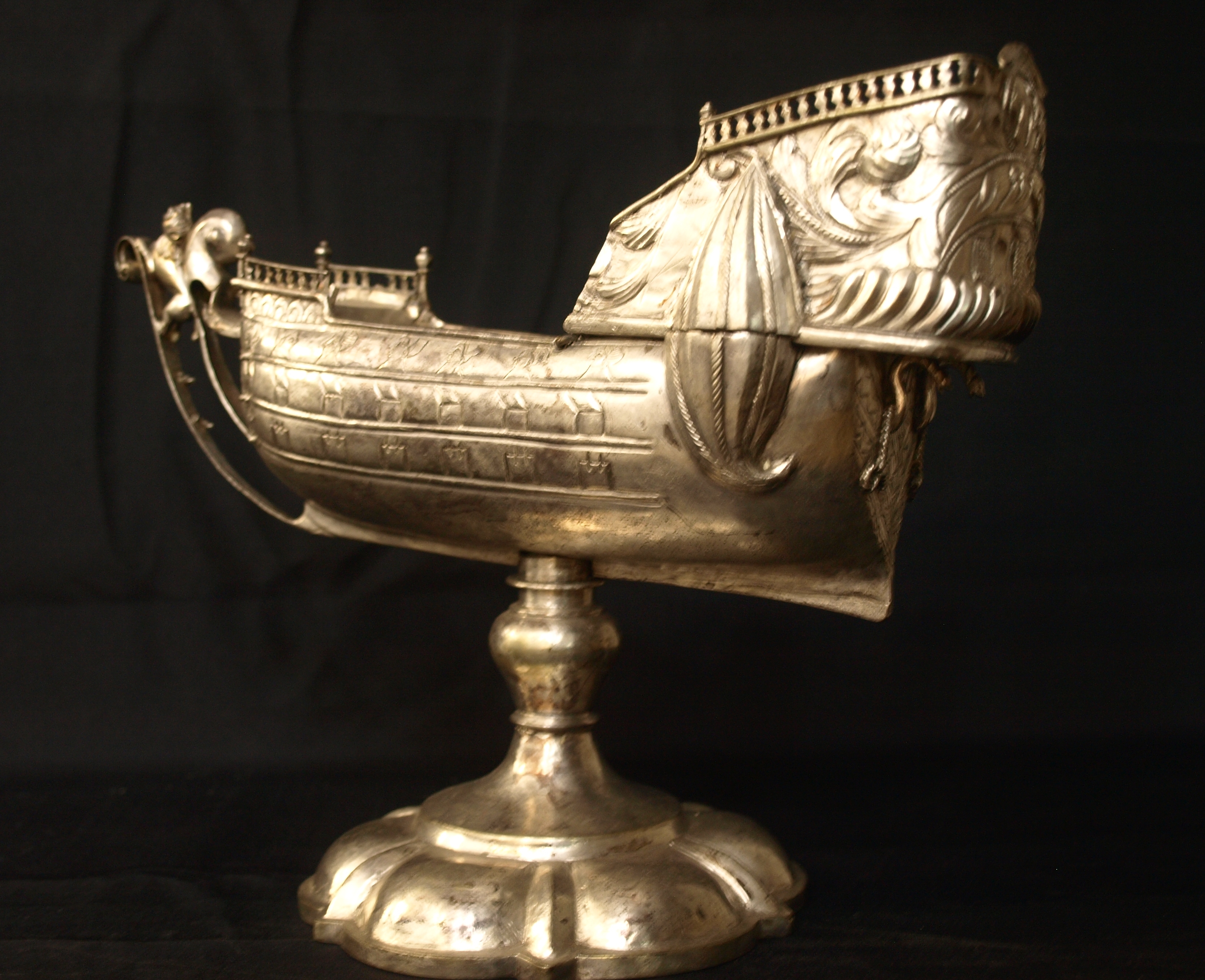
Loďka na kadidlo
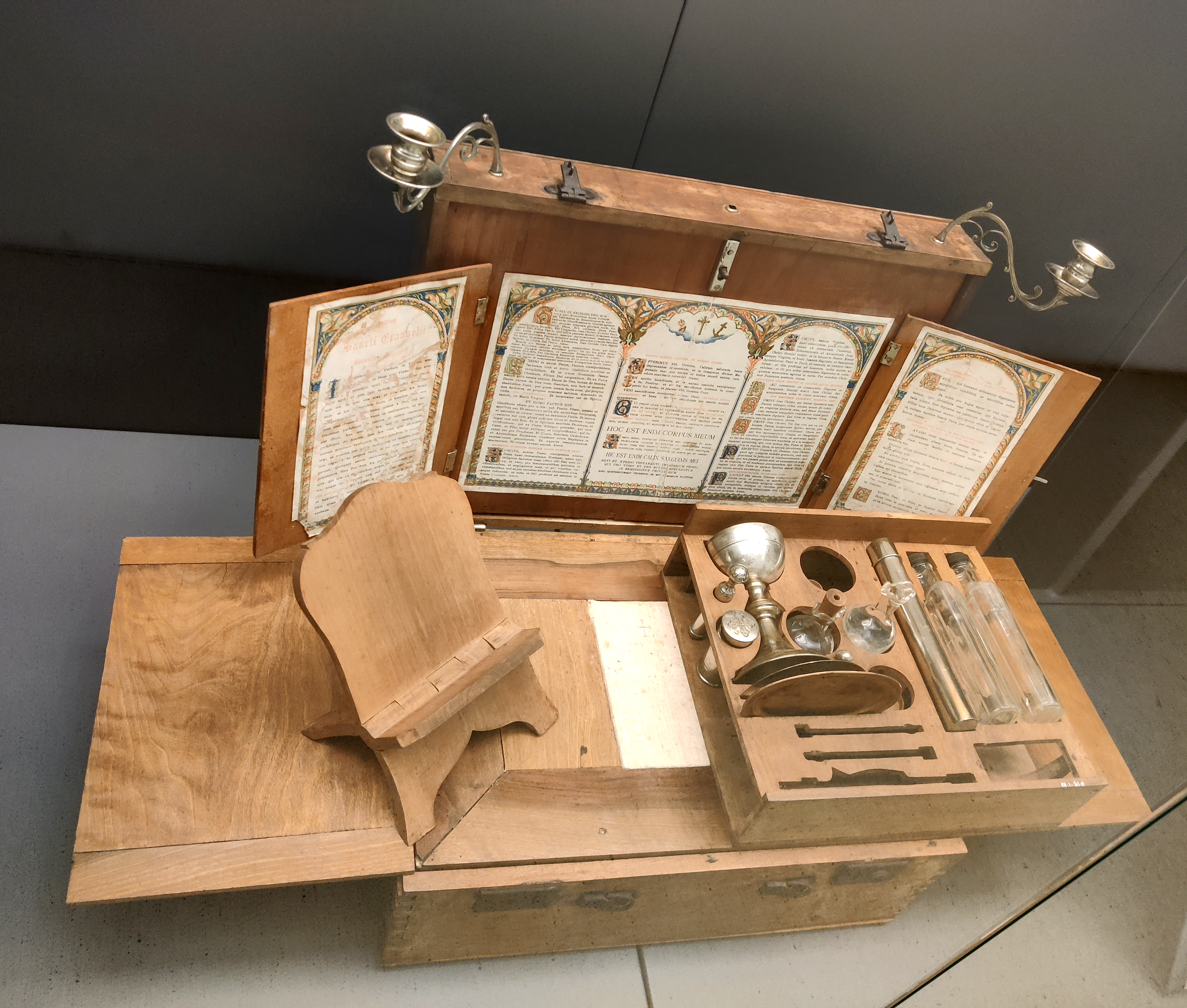
Skládací oltář